# 寧県 (河北省)
寧県（ねい-けん）は中華人民共和国河北省にかつて存在した県。現在の張家口市万全県一帯に相当する。
前漢により設置され、三国時代、魏により廃止された。